# Annankari (ö i Egentliga Finland, Nystadsregionen, lat 60,49, long 21,30)
Annankari är en ö i Finland. Den ligger i Skärgårdshavet och i kommunen Gustavs i den ekonomiska regionen  Nystadsregionen i landskapet Egentliga Finland, i den sydvästra delen av landet. Ön ligger omkring 52 kilometer väster om Åbo och omkring 200 kilometer väster om Helsingfors.
Öns area är 1 hektar och dess största längd är 250 meter i sydöst-nordvästlig riktning.